# Torrent de les Pujadetes

El torrent de les Pujadetes, respecte del terme de Granera

El torrent de les Pujadetes és un curs d'aigua dels termes municipals de Granera, a la comarca del Moianès, i de Gallifa, a la comarca del Vallès Occidental.

## Terme municipal de Granera
Es forma en el vessant nord de la Serra de la Caseta, al límit dels termes municipals de Gallifa i de Granera, des d'on davalla cap al nord-est formant un arc convex cap al nord que acaba agafant la direcció sud-est. En aquest tram el seu curs pertany al terme de Granera, passant a llevant del Coll de Bardissars, a migdia dels Quatre Camins, i al sud-oest del Serrat de les Pedres.

## Terme municipal de Gallifa
Entrant ja en el terme de Gallifa, davalla passant pel costat nord-est de l'esmentada Serra de la Caseta, deixant a la dreta la Baga de les Pujadetes i a l'esquerra, dalt la carena, la masia de les Pujadetes. Travessa la Parada d'en Ramiro i després el paratge dels Bardissars, on troba la Font de les Pujadetes. Al cap de poc, sempre en direcció sud-est, s'ajunta amb el Sot de les Avellanedes per tal de formar el torrent de la Pinassa al nord del Serrat Punxegut i al nord-oest de les Genesteres.